# Phụng Thiên (phủ cũ Trung Quốc)
Phụng Thiên (tiếng Trung: 奉天府, Hán Việt: Phụng Thiên phủ; tiếng Mãn: ᠠᠪᡴᠠᡳ ᠠᠯᡳᠶᠠᠩᡤᠠ ᡶᡠ, Möllendorff: abkai aliyangga fu) là một phủ cũ của Trung Quốc vào thời nhà Thanh. Phủ Phụng Thiên là thành phố Thẩm Dương ngày nay.
Quân Thanh đã vào biên giới năm 1644 và sau khi từ Mãn Châu chuyển đến Bắc Kinh, thủ đô Thẩm Dương ban đầu đã được thay đổi để giữ lại thủ đô, và thiết lập Thịnh Kinh ngũ bộ. Vào tháng tư Thuận Trị (1657), một tòa nhà chính phủ được xây dựng tại thành phố Thẩm Dương. Tòa nhà chính phủ được quản lý bởi Phủ doãn, với văn phòng chung và các vị trí chính thức khác. Vào tháng tám tại Quảng Đông, Phủ doãn đã thành lập một quận, cai quản Phụng Thiên. Năm 1911, huyện Thừa Đức bị bãi bỏ. Năm 1912, nhà Thanh bị diệt vong và huyện này bị bãi bỏ và phủ  Phụng Thiên bị gạt sang một bên.